# Parlamentswahl in Bhutan 2018
Die Parlamentswahl in Bhutan 2018 fand am 15. September und am 18. Oktober 2018 statt. Gewählt wurden die 47 Abgeordneten der Nationalversammlung (Thsogdu) von Bhutan. 
Überraschend wurde Druk Nyamrup Tshogpa (DNT) in der Vorwahl am 15. September stärkste Partei und verwies die bisherige Regierungspartei auf Rang drei, womit diese erstmals den Einzug ins Parlament verpasste.

## Wahlablauf
Der erste Wahlgang fand am 15. September 2018 statt. Zur Wahl aufgerufen waren knapp 439.000 Wahlberechtigte. Neben den beiden bisher in der Nationalversammlung vertretenen Parteien, der Volksdemokratische Partei, (People’s Democratic Party, PDP) und der Druk Phuensum Tshogpa (DPT, deutsch: Bhutanische Partei für Frieden und Wohlstand), traten zwei weitere Parteien zur Wahl an: die Druk Nyamrup Tshogpa (DNT) und die Bhutan Kuen-Nyam Party (BKP).
Die zweite Runde der Wahl fand am 18. Oktober 2018 statt.

## Wahlergebnis
In dem ersten Wahlgang konnten sich die DNT mit 31,85 % und die DPT mit 30,92 % durchsetzen. Die bis dahin stärkste PDP schied mit 27,44 % als drittplatzierte Partei aus und verlor alle ihre Mandate in der Nationalversammlung.
| Partei | Partei                                             | Erste Runde | Erste Runde | Zweite Runde | Zweite Runde | Zweite Runde |
| Partei | Partei                                             | Stimmen     | Anteil      | Stimmen      | Anteil       | Sitze        |
| ------ | -------------------------------------------------- | ----------- | ----------- | ------------ | ------------ | ------------ |
|        | Druk Nyamrup Tshogpa (DNT)                         | 92.722      | 31,85 %     | 172.268      | 54,95 %      | 30 (+30)     |
|        | Bhutanische Partei für Frieden und Wohlstand (DPT) | 90.020      | 30,92 %     | 141.205      | 45,05 %      | 17 (+2)      |
|        | Volksdemokratische Partei (PDP)                    | 79.883      | 27,44 %     |              |              | 0 (−32)      |
|        | Bhutan Kuen-Nyam-Partei (BKP)                      | 28.473      | 9,78 %      |              |              | 0 (±0)       |
| Gesamt | Gesamt                                             | 291.098     | 66,36 %     | 313.473      | 71,46 %      | 47           |

Zusammensetzung der gewählten Nationalversammlung:

Im zweiten Wahlgang am 18. Oktober 2018 konnten damit nur noch die DNT und die DPT antreten und Kandidaten benennen, die dann nach Mehrheitswahlrecht in den Wahlkreisen gewählt wurden.
In dieser Runde der Wahl erhielt die DNT die Mehrheit der Sitze in der Nationalversammlung mit 30 gewählten Kandidaten und wurde damit erstmals die neue Regierungspartei. Die DPT blieb mit 17 Sitzen in der Opposition.
Die Gesamtwahlbeteiligung betrug 71,46 %, wobei 313.473 Wähler von 438.663 registrierten Wählern ihre Stimmen abgegeben hatten.
| Partei                      | Sitze |
| --------------------------- | ----- |
| Druk Nyamrup Tshogpa (DNT)  | 30    |
| Druk Phuensum Tshogpa (DPT) | 17    |